# Julius Ernst von Schütz
Julius Ernst von Schütz (* 10. Dezember 1721; † 4. April 1793) war ein kurfürstlich-sächsischer Amtshauptmann des Erzgebirgischen Kreises und Rittergutsbesitzer.

## Leben
Seine Vorfahren waren Nürnberger Patrizier, die nach Westsachsen gingen und 1539 nobilitiert als von Schütz wurden, wobei der kaiserliche Wappenbrief schon von 1486 stammte. Er war der Enkel des Hans Georg d. J. von Schütz-Erdmannsdorf und Sohn des Christian Ernst von Schütz und dessen Ehefrau Johanna Charlotte von Pöllnitz. Wie viele Vertreter seiner Familie schlug auch er eine Verwaltungslaufbahn am Dresdner Hof der Wettiner ein und stieg bis zum Amtshauptmann auf. Zu seinen Besitzungen zählte u. a. das Rittergut Erdmannsdorf unterhalb der Augustusburg im sächsischen Erzgebirge.
Julius Ernst von Schütz war verheiratet mit Henrietta Wilhelmina von Schütz, der ältesten Tochter des königlich-polnischen und kurfürstlich-sächsischen Kreishauptmannes Rudolph Heinrich von Nostitz. Der Onkel seiner Ehefrau, der Obrist Johann Friedrich von Nostitz, hatte in dessen 1756 in Langensalza hinterlegten Testament für den Fall des kinderlosen Todes u. a. Henrietta Wilhelmina von Schütz geborene von Nostitz und deren Schwester als Erben eingesetzt. Die Erbfolge trat dann 1770 tatsächlich auch ein.
Julius Ernst von Schütz betätigte sich auch als Autor. So publizierte er 1757, spätestens jedoch 1762 bei Stößel in Chemnitz die Oeconomische Bedenken über allerhand in die Haußwirthschaft einschlagende Sachen. Auch die Träume eines Erzgebürgischen Patrioten, die 1775 bei Büschel in Leipzig erschienen, stammen aus seiner Feder. Für die Geschichte des sächsischen Erzgebirges von grundlegender Bedeutung ist jedoch sein Standardwerk Historisch-Oeconomische Beschreibung von dem berühmten Schloß und Amte Augustusburg in Chur-Sachsen. Dieses Buch erschien ebenfalls bei Büschel in Leipzig im Jahre 1770.
1761 wurde er zum Mitglied der Leopoldina gewählt. Er war Mitglied der Leipziger Ökonomischen Sozietät sowie Ehrenmitglied der Oberlausitzer Ökonomischen Bienengesellschaft.
Julius Ernst von Schütz war mit Henrietta Wilhelmina von Nostitz verheiratet. Ihr gemeinsamer Sohn war der Publizist Friedrich Wilhelm von Schütz.

## Werk
- Historisch-Oeconomische Beschreibung von dem berühmten Schloß und Amte Augustusburg in Chur-Sachsen. 1770. Digitalisat bei der Anna-Amalia-Bibliothek in Weimar.
- Oratio de terra miraculosa Saxonica, an steatis sit. Fridericostadii, 1763.[4]